# Xiang Binxuan
Xiang Binxuan (向玢璇S, Xiàng BīnxuánP; 16 novembre 2001) è una sincronetta cinese.

## Palmarès
- Giochi olimpici

Parigi 2024: oro nella gara a squadre.
- Mondiali

Budapest 2022: oro nella gara a squadre (programma tecnico) e nella gara a squadre (programma libero)
Fukuoka 2023: oro nella gara a squadre (programma libero) e nel libero combinato.
Doha 2024: oro nella gara a squadre acrobatico, nella gara a squadre (programma tecnico) e nella gara a squadre (programma libero).
Singapore 2025: oro nella gara a squadre (programma tecnico), nella gara a squadre (programma libero) e nel libero combinato.

### Coppa del Mondo
- 7 podi:
  - 5 vittorie (5 nella gara a squadre)
  - 1 secondo posto (1 nella gara a squadre)
  - 1 terzo posto (1 nella gara a squadre)

#### Coppa del mondo - vittorie
| Data           | Luogo       | Paese   | Disciplina      |
| -------------- | ----------- | ------- | --------------- |
| 6 maggio 2023  | Montpellier | Francia | Team tecnico    |
| 6 aprile 2023  | Pechino     | Cina    | Team libero     |
| 13 giugno 2025 | Xi'an       | Cina    | Team tecnico    |
| 14 giugno 2025 | Xi'an       | Cina    | Team libero     |
| 15 giugno 2025 | Xi'an       | Cina    | Team acrobatico |